# Rhachicolus cristatus
Rhachicolus cristatus là một loài bọ cánh cứng trong họ Cerambycidae.